# Корн, Иржи
Иржи Корн (чеш. Jiří Korn, род. 17 мая 1949 года, Прага, Чехословакия) — чешский поп-певец, актёр, танцор и музыкант (гитарист, бас-гитарист).

## Карьера
Музыкальная карьера Иржи Корна началась в 1960-е годы в чешской рок-группе Rebels, в которой он был вокалистом, а также ритм- (1967—1968) и бас-гитаристом (1968—1970). 

С 1971 по 1973 год он был участником рок-группы Olympic (бас-гитара, вокал), после чего начал сольную карьеру. 

В последние годы — участник вокального квартета 4TET, возникшего по его инициативе в октябре 2002 года. 

Иржи Корн снялся в нескольких фильмах (например, в фильме «Как Гонза почти стал королём» (чешск. Honza málem králem)). В 1990-е годы также выступал в мюзиклах и ледовом ревю Mrazík.

## Известные хиты
- Robinson
- Yvetta
- Rána jsou zlá
- Tam u dvou cest
- Ne maestro
- Klaudie
- Zpívat jako déšť
- Žal se odkládá
- Hotel Ritz
- Každá trampota má svou mez
- Windsurfing
- Karel nese asi čaj
- Miss Moskva
- Hlava mazaná
- Té co snídá
- Ještě tě mám plnou náruč
- Mandarín
- Slunce
- Jakoby nic
- To pan Chopin
- Já půjdu tam a ty tam

## Дискография

### Сольная дискография
- 1972 Jiří Korn LP 01 — Supraphon
- 1974 Jiří Korn — Amiga
- 1978 Jiří Korn LP 02 — Supraphon
- 1978 Radost až do rána/Balón — Supraphon 43 2229, SP
- 1979 Zpívat jako déšť — Supraphon
- 1980 Singing And Dancing
- 1980 Gentleman — Supraphon
- 1982 Hej…(poslouchej) — Supraphon
- 1984 24 Stop — Supraphon
- 1984 Magic jet (изменённая английская версия альбома 24 Stop) — Supraphon
- 1986 Trénink — Supraphon
- 1989 Switch Off Before Leaving (английская версия альбома LP Před odchodem vypni proud) — Supraphon
- 1989 Před odchodem vypni proud — Supraphon
- 1992 O5 (Opět) — Monitor
- 1993 Pastel Songs — Frydrych Music
- 1995 Duny — Happy Music Production
- 1996 To je šoubyznys (с Хеленой Вондрачковой)
- 2001 Největší hity- Sony Music Bonton
- 2002 Tep — Sony Music Bonton
- 2005 Robinson — Areca Music (серия Portréty českých hvězd)
- 2007 Těch pár dnů (с Хеленой Вондрачковой) (CD и DVD)
- 2008 Zlatá kolekce — Supraphon
- 2009 Muzikál a Film — EMI Czech Republic

### В составе группы Rebels
- 1968 Šípková Růženka — Supraphon
- 1996 Rebels Komplet — Bonton
- 1999 Rebels — Black Point
- 2003 Rebels Live — Black Point

### В составе группы Olympic
- 1973 Olympic 4 — Supraphon

### В составе вокального квартета 4TET
- 2004 4TET 1st — Areca Multimedia, od roku 2008: Akord Shop
- 2005 4TET 2nd — Areca Multimedia, od roku 2008: Akord Shop
- 2008 4TET 3rd — Akord Shop

## Роли в мюзиклах
- Отверженные — Тенардье
- Дракула — клоун/слуга/профессор
- Голем — Мордехай
- Лимонадный Джо — Хогофого
- Миссия — Горт
- Mrazík (мюзикл на льду) — баба-яга
- Квазимодо — Клаудиус Фролло
- Ромео и Джульетта (мюзикл на льду) — Шекспир
- Желание — судья
- Кармен
- Иисус Христос — суперзвезда — царь Ирод
- Золушка (мюзикл на льду)
- Аида — Зосер
- Маугли — Багира
- Люси, больше чем немного любви — директор типографии

## Роли в театре
- Служанки — Мадам
- Красная магия

## Фильмография
- 1975 Na konci světa
- 1976 Honza málem králem — Гонза
- 1978 Sólo pro starou dámu — певец
- 1980 Trhák
- 1981 Štědrý den bratří Mánesů
- 1983 Anděl s ďáblem v těle — Артур
- 1988 Anděl svádí ďábla — Артур
- 1990 Téměř růžový příběh — дядя Леонард
- 1999 Na plovárně (телесериал)
- 2002 Báječná show
- 2002 Brak — убийца
- 2005 Trampoty vodníka Jakoubka
- 2006 Kde lampy bloudí
- 2006 Letiště (телесериал)
- 2007 Kvaska — Михал
- 2007 Nebe, peklo, zem
- 2008 Bathory
- 2009 2Bobule
- 2011 Hranaři
- 2011 Expozitura (телесериал, серия Tři králové) — наёмный убийца Франтик

## Семья
- Сёстры — Иветта и Тамара Корновы.
- Бывшая жена — Катержина Корнова (р. 1967), известная актриса и модель, ныне предпринимательница (владеет парикмахерской). От этого брака у Корна двое детей — Кристина и Филип.

## Хобби
Играет на бильярде.